# Nicator
A Nicator a madarak (Aves) osztályának a verébalakúak (Passeriformes) rendjébe, ezen belül a Nicatoridae családba tartozó egyedüli nem. Korábban a bülbülfélék (Pycnonotidae) családjába sorolták. Magyar megnevezésként a nikátor illetve diadalmas bülbül neveket is használják.

## Rendszerezés
A nembe az alábbi 3 faj tartozik:
- nyugati nikátor vagy szürketorkú bülbül (Nicator chloris)
- keleti nikátor vagy barnafejű bülbül (Nicator gularis)
- sárgatorkú nikátor (Nicator vireo)